# Boutique Air
Boutique Air es una aerolínea de cercanías con sede en San Francisco, California. La aerolínea ofrece servicios de vuelos chárter y servicios regulares de pasajeros subsidiados bajo el programa Essential Air Service (Servicio Aéreo Esencial) o EAS.

## Destinos
Boutique Air sirve los siguientes destinos:
| Ciudad            | Aeropuerto                                        | Código IATA | Destinos                                            | Notas |
| Alabama           | Alabama                                           | Alabama     | Alabama                                             | Alabama |
| ----------------- | ------------------------------------------------- | ----------- | --------------------------------------------------- | --- |
| Muscle Shoals     | Aeropuerto Regional de Northwest                  | MSL         | Atlanta Nashville Pensacola                         | Comunidad EAS |
| Arizona           |                                                   |             |                                                     | |
| Phoenix           | Aeropuerto Internacional de Phoenix-Sky Harbor    | PHX         | Cortez Prescott (Temporalmente suspendido) Show Low | |
| Prescott          | Aeropuerto Ernest A. Love                         | PRC         | Phoenix                                             | Temporalmente suspendido |
| Show Low          | Aeropuerto Regional de Show Low                   | SOW         | Phoenix                                             | Comunidad EAS |
| California        |                                                   |             |                                                     | |
| Los Ángeles       | Aeropuerto Internacional de Los Ángeles           | LAX         | Merced                                              | |
| Merced            | Aeropuerto Regional de Merced                     | MCE         | Sacramento Las Vegas Los Ángeles                    | Comunidad EAS |
| Sacramento        | Aeropuerto Internacional de Sacramento            | SMF         | Merced                                              | |
| Colorado          |                                                   |             |                                                     | |
| Cortez            | Aeropuerto Municipal de Cortez                    | CEZ         | Denver Phoenix                                      | Comunidad EAS |
| Denver            | Aeropuerto Internacional de Denver                | DEN         | Cortez McCook                                       | Hub |
| Florida           |                                                   |             |                                                     | |
| Pensacola         | Aeropuerto Internacional de Pensacola             | PNS         | Muscle Shoals                                       | |
| Georgia           |                                                   |             |                                                     | |
| Atlanta           | Aeropuerto Internacional Hartsfield-Jackson       | ATL         | Jackson (TN) Muscle Shoals                          | |
| Illinois          |                                                   |             |                                                     | |
| Chicago           | Aeropuerto Internacional O'Hare                   | ORD         | Ironwood                                            | |
| Luisiana          |                                                   |             |                                                     | |
| Nueva Orleans     | Aeropuerto Internacional Louis Armstrong          | MSY         | Greenville (MS)                                     | Servicio no subsidiadio |
| Maryland          |                                                   |             |                                                     | |
| Baltimore         | Aeropuerto Internacional de Baltimore-Washington  | BWI         | Altoona Massena                                     | |
| Massachusetts     |                                                   |             |                                                     | |
| Boston            | Aeropuerto Internacional Logan                    | BOS         | Burlington Massena                                  | |
| Míchigan          |                                                   |             |                                                     | |
| Ironwood          | Aeropuerto del Condado de Gogebic–Iron            | IWD         | Chicago-O'Hare Mineápolis-St. Paul                  | Comunidad EAS\| Ubicación de Boutique Car |
| Minnesota         |                                                   |             |                                                     | |
| Mineápolis        | Aeropuerto Internacional de Mineápolis-Saint Paul | MSP         | Ironwood                                            | |
| Misisipi          |                                                   |             |                                                     | |
| Greenville        | Aeropuerto Regional Mid Delta                     | GLH         | Dallas Nashville Nueva Orleans                      | Comunidad EAS \| Ubicación de Boutique Car |
| Misuri            |                                                   |             |                                                     | |
| San Luis          | Aeropuerto Internacional Lambert                  | STL         | Jackson (TN)                                        | |
| Nebraska          |                                                   |             |                                                     | |
| McCook            | Aeropuerto Regional de McCook                     | MCK         | Denver                                              | Comunidad EAS |
| Nevada            |                                                   |             |                                                     | |
| Las Vegas         | Aeropuerto Internacional Harry Reid               | LAS         | Merced                                              | |
| Nuevo México      |                                                   |             |                                                     | |
| Albuquerque       | Aeropuerto Internacional Sunport                  | ABQ         | Carlsbad                                            | |
| Carlsbad          | Terminal Aérea de Cavern City                     | CNM         | Albuquerque Dallas                                  | Comunidad EAS \| Ubicación de Boutique Car |
| Nueva York        |                                                   |             |                                                     | |
| Massena           | Aeropuerto Internacional de Massena               | MSS         | Baltimore Boston                                    | Comunidad EAS \| Ubicación de Boutique Car |
| Pensilvania       |                                                   |             |                                                     | |
| Altoona           | Aeropuerto de Altoona–Blair County                | AOO         | Baltimore Pittsburgh                                | Comunidad EAS \| Ubicación de Boutique Car |
| Pittsburgh        | Aeropuerto Internacional de Pittsburgh            | PIT         | Altoona                                             | |
| Oregón            |                                                   |             |                                                     | |
| Redmond/Bend      | Aeropuerto Roberts                                | RDM         | Portland                                            | |
| Pendleton         | Aeropuerto Regional del Oriente de Oregón         | PDT         | Portland                                            | Comunidad EAS \| Ubicación de Boutique Car |
| Portland          | Aeropuerto Internacional de Portland              | PDX         | Redmond Pendleton                                   | Opera en una terminal privada; transporte gratuito ofrecido a la terminal principal. \| Ubicación de Boutique Car                                  |
| Tennessee         |                                                   |             |                                                     | |
| Jackson           | Aeropuerto Regional McKellar–Sipes                | MKL         | Atlanta San Luis                                    | Comunidad EAS |
| Nashville         | Aeropuerto Internacional de Nashville             | BNA         | Greenville Muscle Shoals                            | |
| Texas             |                                                   |             |                                                     | |
| Dallas/Fort Worth | Aeropuerto Internacional de Dallas-Fort Worth     | DFW         | Carlsbad Greenville                                 | Hub Opera en la Terminal de Aviación Corporativa de DFW. servicio de transporte gratuito a todas las terminales y al centro de alquiler de coches. |
| Vermont           |                                                   |             |                                                     | |
| Burlington        | Aeropuerto Internacional de Burlington            | BTV         | Boston                                              | Servicio no subsidiadio |

### Antiguos destinos
| Ciudad                 | Aeropuerto                                         | Código IATA | Destinos                                   | Notas |
| California             | California                                         | California  | California                                 | California |
| ---------------------- | -------------------------------------------------- | ----------- | ------------------------------------------ | --- |
| Hawthorne              | Aeropuerto Municipal de Hawthorne                  | HHR         | Las Vegas                                  | |
| Inyokern               | Aeropuerto de Inyokern                             | IYK         | Los Ángeles                                | Finalizado por baja demanda |
| Oakland                | Aeropuerto de Oakland de la Bahía de San Francisco | OAK         | Merced                                     | Finalizado debido a la baja demanda, cambiado al servicio diario de Sacramento. |
| Palm Springs           | Aeropuerto Internacional de Palm Springs           | PSP         | Los Ángeles Phoenix-Sky Harbor             | |
| Colorado               |                                                    |             |                                            | |
| Alamosa                | Aeropuerto Regional de San Luis Valley             | ALS         | Denver                                     | Comunidad EAS \| Antigua ubicación de Boutique Car\| Contrato extendido debido a que el aeropuerto no cumplió con la certificación de la parte 139. \| SkyWest obtuvo el contrato y comenzó a prestar servicio el 1 de noviembre de 2020 |
| Telluride              | Aeropuerto Regional de Telluride                   | TEX         | Cortez (Estacional) Denver (Estacional)    | |
| Kansas                 |                                                    |             |                                            | |
| Dodge City             | Aeropuerto Regional de Dodge City                  | DDC         | Denver                                     | Comunidad EAS \| Skywest se adjudicó el contrato |
| Minnesota              |                                                    |             |                                            | |
| Thief River Falls      | Aeropuerto Regional de Thief River Falls           | TVF         | Mineápolis-St. Paul                        | Comunidad EAS\| Antigua ubicación de Boutique Car \| Denver Air Connection se adjudicó el contrato |
| Nebraska               |                                                    |             |                                            | |
| Alliance               | Aeropuerto Municipal de Alliance                   | AIA         | Denver                                     | Comunidad EAS \| Antigua ubicación de Boutique Car \| Denver Air Connection se adjudicó el contrato. |
| Chadron                | Aeropuerto Municipal de Chadron                    | CDR         | Denver                                     | Comunidad EAS \| Contrato adjudicado a Southern Airways Express |
| Nuevo México           |                                                    |             |                                            | |
| Clovis                 | Aeropuerto Municipal de Clovis                     | CVN         | Dallas                                     | Comunidad EAS \| Antigua ubicación de Boutique Car \| Operado en el King Air 350 \| Denver Air Connection se adjudicó el contrato. |
| Los Álamos             | Aeropureto del Condado de Los Álamos               | LAM         | Albuquerque                                | Antigua Comunidad EAS \| Falta de embarques, la comunidad decidió designar el Aeropuerto Regional de Santa Fe para el servicio de pasajeros.                                                                                             |
| Silver City            | Aeropuerto de Grant County                         | SVC         | Albuquerque Phoenix                        | Comunidad EAS \| Antigua ubicación de Boutique Car \|Advanced Air ganó un contrato en contra la preferencia pública. |
| Nueva York             |                                                    |             |                                            | |
| Albany                 | Aeropuerto Internacional de Albany                 | ALB         | Massena                                    | Se cambió el servicio de Massena para centrarse en los vuelos diarios de Boston |
| Nevada                 |                                                    |             |                                            | |
| Henderson              | Aeropuerto Ejecutivo Henderson                     | HSH         | Merced Phoenix                             | Finalizado debido a la demanda del servicio de McCarran. |
| Pensilvania            |                                                    |             |                                            | |
| Johnstown              | Aeropuerto de Johnstown–Cambria County             | JST         | Baltimore Pittsburgh                       | Comunidad EAS \| Johnstown es una base de mantenimiento para las operaciones del noreste de Boutique, que emplea a más de veinte lugareños de la comunidad. \| Contrato adjudicado por SkyWest                                           |
| Dakota del Sur         |                                                    |             |                                            | |
| Rapid City             | Aeropuerto Regional de Rapid City                  | RAP         | Chadron                                    | Servicio no subsidiado \| Finalizó el 30 de abril de 2021 |
| Texas                  |                                                    |             |                                            | |
| El Paso                | Aeropuerto Internacional de El Paso                | ELP         | Carlsbad                                   | Servicio no subsidiado \| Finalizó el 30 de abril de 2021 |
| Houston                | Aeropuerto Intercontinental George Bush            | IAH         | Victoria                                   | |
| Victoria               | Aeropuerto Regional de Victoria                    | VCT         | Dallas-Fort Worth Houston-Intercontinental | Comunidad EAS \| Contrato adjudicado por SkyWest |
| Utah                   |                                                    |             |                                            | |
| Moab                   | Aeropuerto Canyonlands                             | CNY         | Denver Salt Lake City                      | Comunidad EAS \| SkyWest se adjudicó el contrato. |
| Salt Lake City         | Aeropuerto Internacional de Salt Lake City         | SLC         | Moab Vernal                                | |
| Vernal                 | Aeropuerto Regional de Vernal                      | VEL         | Denver Salt Lake City                      | Comunidad EAS \| SkyWest se adjudicó el contrato. |
| Virginia               |                                                    |             |                                            | |
| Washington D. C.       | Aeropuerto Internacional de Washington-Dulles      | IAD         | Massena                                    | Se cambió el servicio de Massena para centrarse en los vuelos diarios de Boston. |
| Norfolk/Virginia Beach | Aeropuerto Internacional de Norfolk                | ORF         | Baltimore                                  | |

### Acuerdos con aerolíneas

#### United Airlines
Boutique Air anunció un nuevo acuerdo de código compartido con United Airlines el 23 de mayo de 2018. Los clientes pueden reservar su itinerario completo con una sola reservación a través de boleto y transferencia de equipaje a su destino final. Los miembros de MileagePlus pueden ganar millas en vuelos elegibles de Boutique Air. Dado que Boutique tiene un código compartido con United Airlines, los pasajeros con membresía de United Club pueden acceder a la sala de espera incluso si no están volando con United.

#### American Airlines
En diciembre de 2018, Boutique lanzó un nuevo acuerdo interlineal con American Airlines. Al igual que el código compartido con United, los clientes pueden reservar todos los vuelos bajo una sola reserva para el flujo a través de boletos y transferencias de equipaje a su destino final.

### United Aviate
En 2020, United Airlines lanzó un nuevo programa de flujo continuo llamado United Aviate. El Aviate Experience Build Entry Point, permite que los pilotos de Boutique Air actuales y recientemente contratados ingresen al programa. Luego, hay un proceso de evaluación que incluye historial de empleo, entrevistas de panel, inventario de habilidades técnicas y un inventario de personalidad y ajuste cultural. Una vez aceptado en el programa, los pilotos tendrán acceso a privilegios de viaje, recorridos por el sitio, eventos de desarrollo, entrenamiento, interacción de liderazgo de United y un camino directo a United Airlines. Cuando el solicitante haya obtenido su calificación ATP, puede hacer la transición a uno de los socios de United Express Aviate. Las opciones incluyen Air Wisconsin, CommutAir, ExpressJet Airlines y Mesa Airlines. Una vez que se cumplan los requisitos mínimos de servicio con United Express, el solicitante será elegible para la transición a un puesto de primer oficial con United.

## Boutique Car
En 2017, Boutique comenzó un nuevo servicio de alquiler de autos llamado 'Boutique Car'. Este servicio ofrece opciones de transporte terrestre para comunidades que no tienen otras opciones y complementa las propuestas de EAS de Boutique. A partir de mayo de 2020, siete ubicaciones utilizan este servicio:
- Altoona, PA
- Carlsbad, NM
- Cortez, CO
- Greenville, MS
- Ironwood, MI
- Massena,  NY
- Pendleton, OR
- Portland, OR

## Flota
Boutique Air opera la siguiente flota:
| Avión                   | In flota | Órdenes | Pasajeros | Notas             |
| ----------------------- | -------- | ------- | --------- | ----------------- |
| Pilatus PC-12-45        | 12       | 0       | 8         |                   |
| Pilatus PC-12-47        | 15       | 0       | 8         |                   |
| Beechcraft King Air 300 | 5        | 0       | 9         |                   |
| Piaggio P180            | 2        | 0       | 7         | Aviones en espera |
| Total                   | 34       | 0       |           |                   |